# Curio rowleyanus
Senecio rowleyanus
Espèce
Synonymes
Curio rowleyanus précédemment dénommé Senecio rowleyanus, syn. Kleinia rowleyana (le fil de perles ou  collier de perles) est une espèce de plante à fleurs  vivace et succulente, à tiges rampante, de la famille des Asteraceae.
Ses feuilles présentent une particularité très rare : elles sont en forme de boules, ayant l'apparence d'un pois.

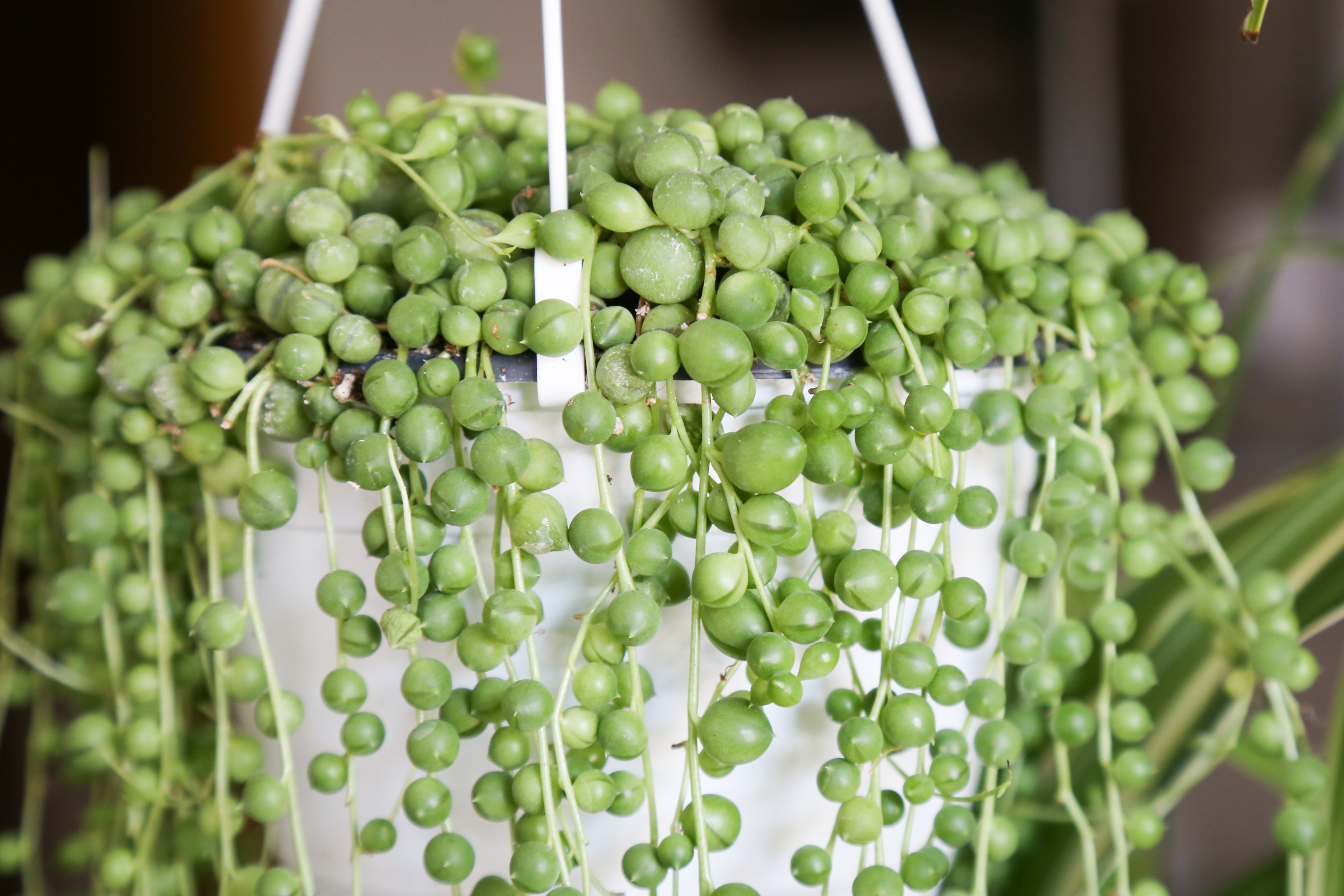
La plante en pot (suspension).

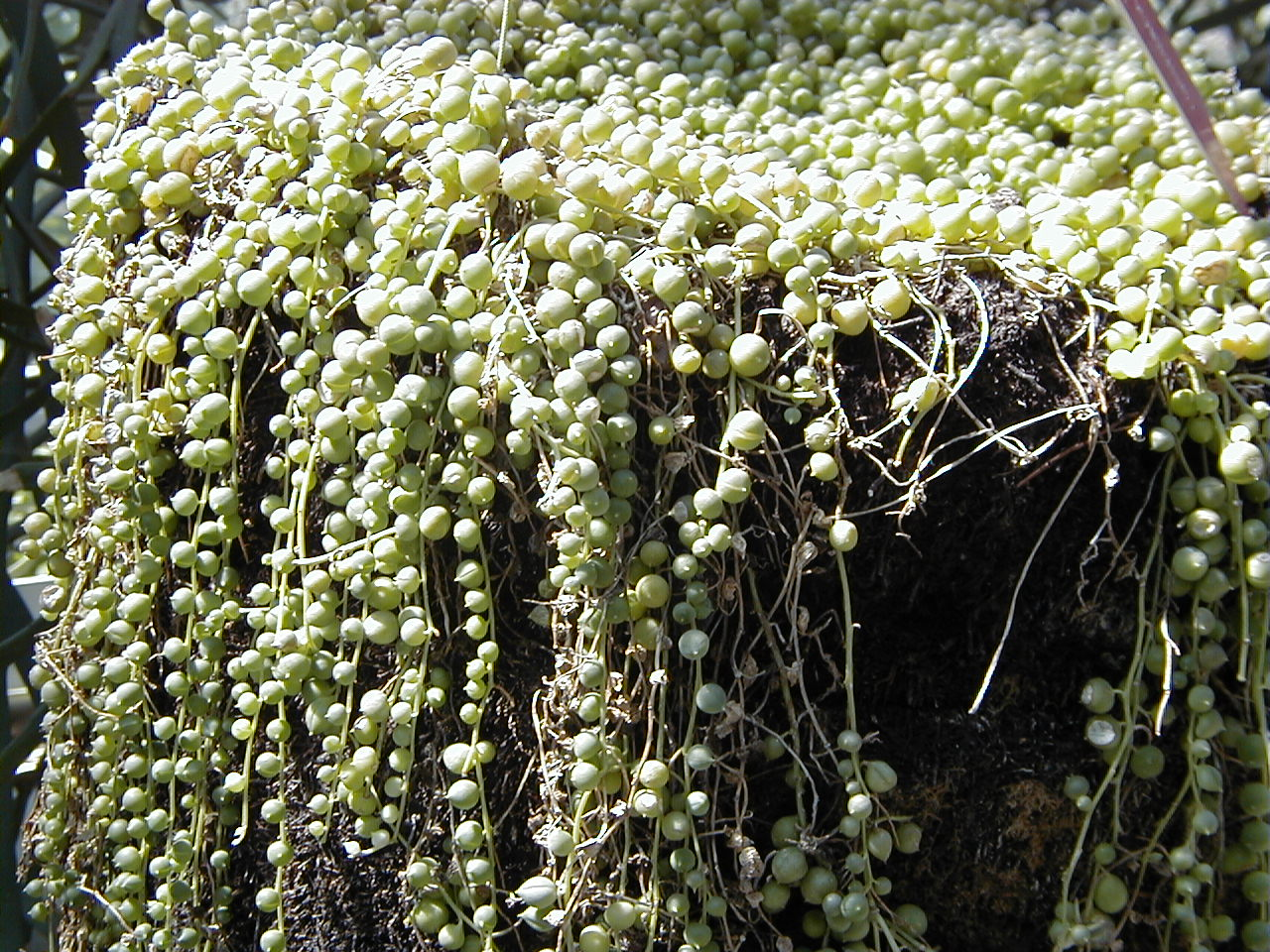
Effet rideau.

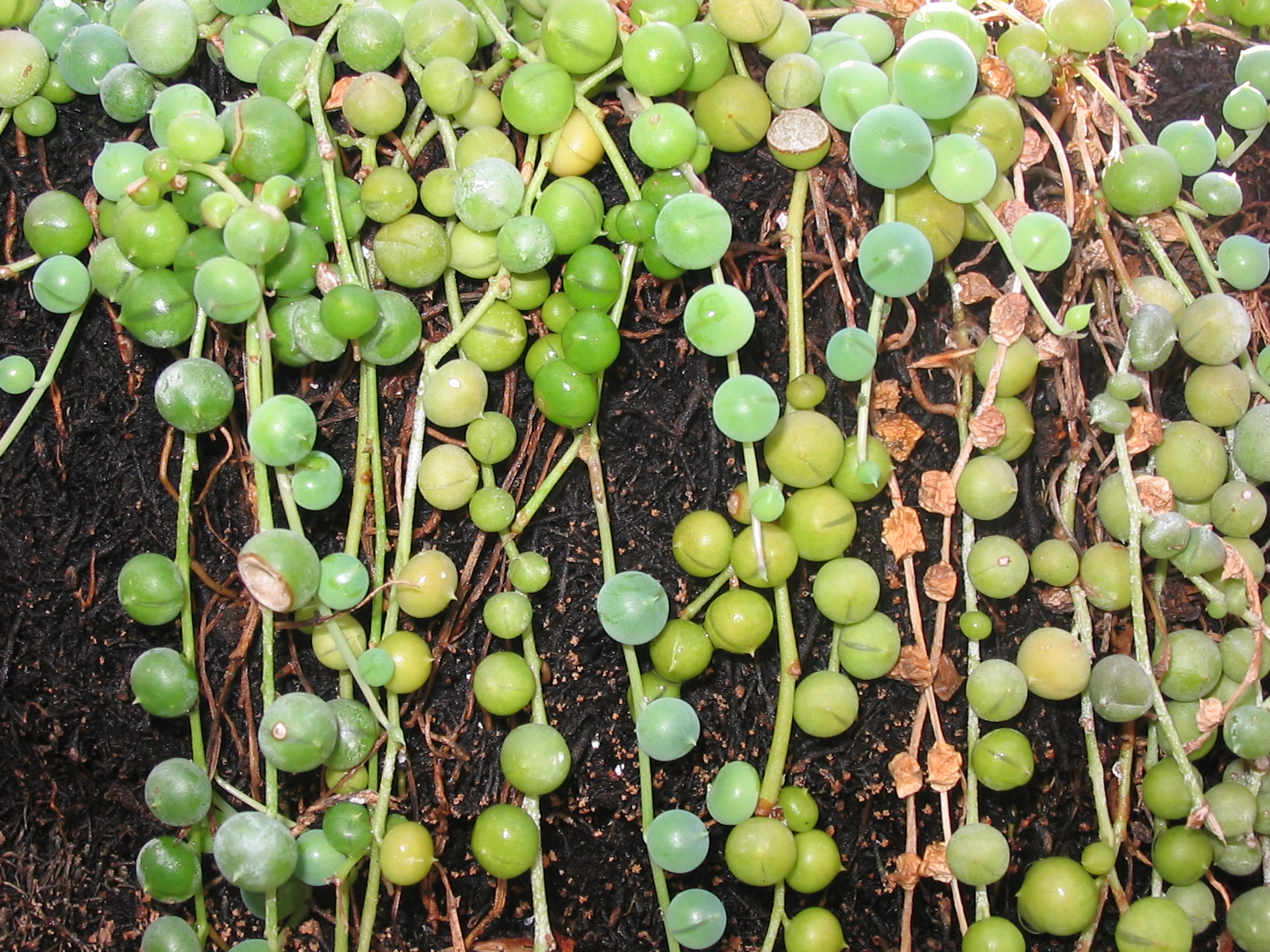
Détail de tiges tombantes.

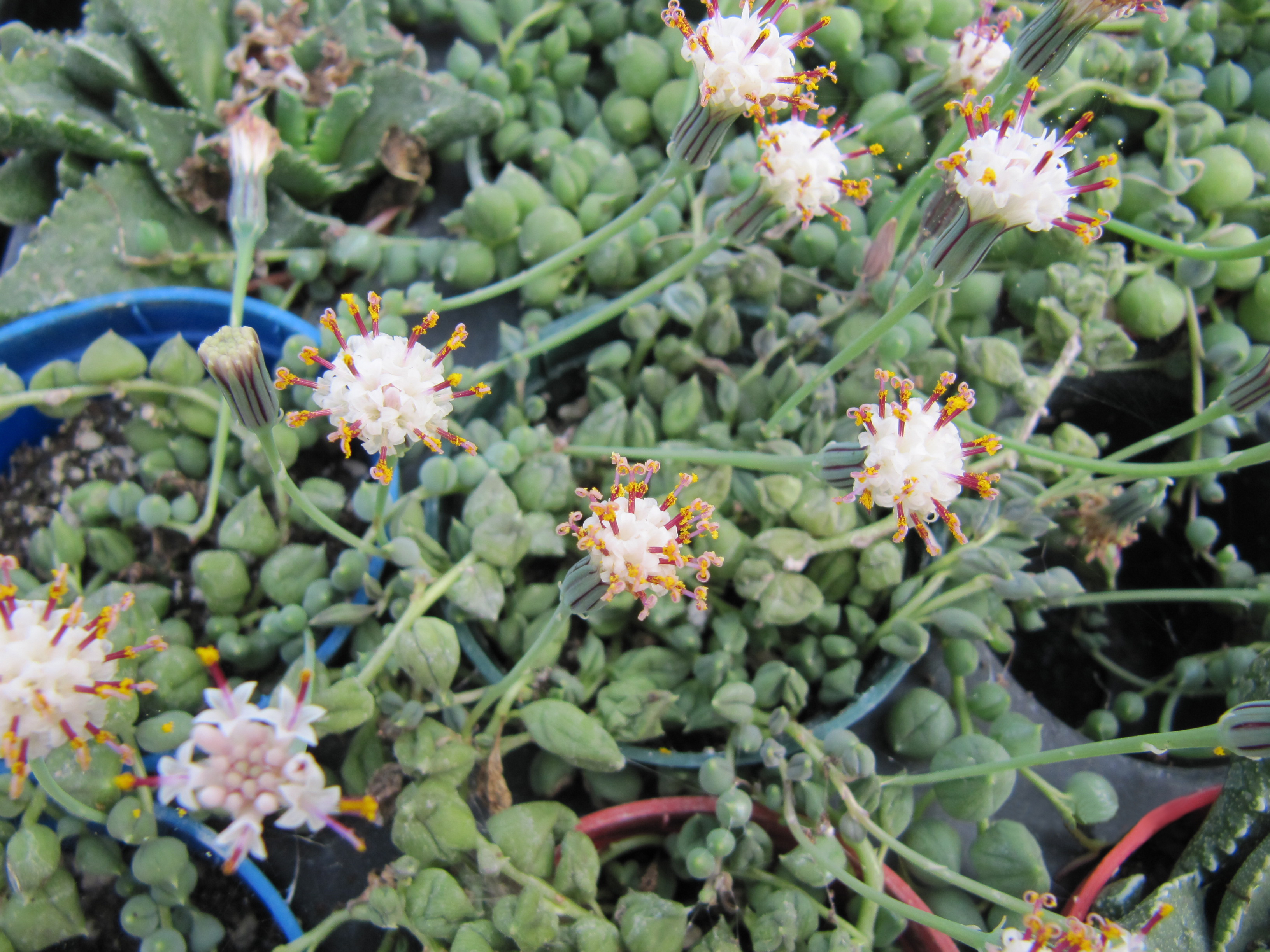
Fleurs.

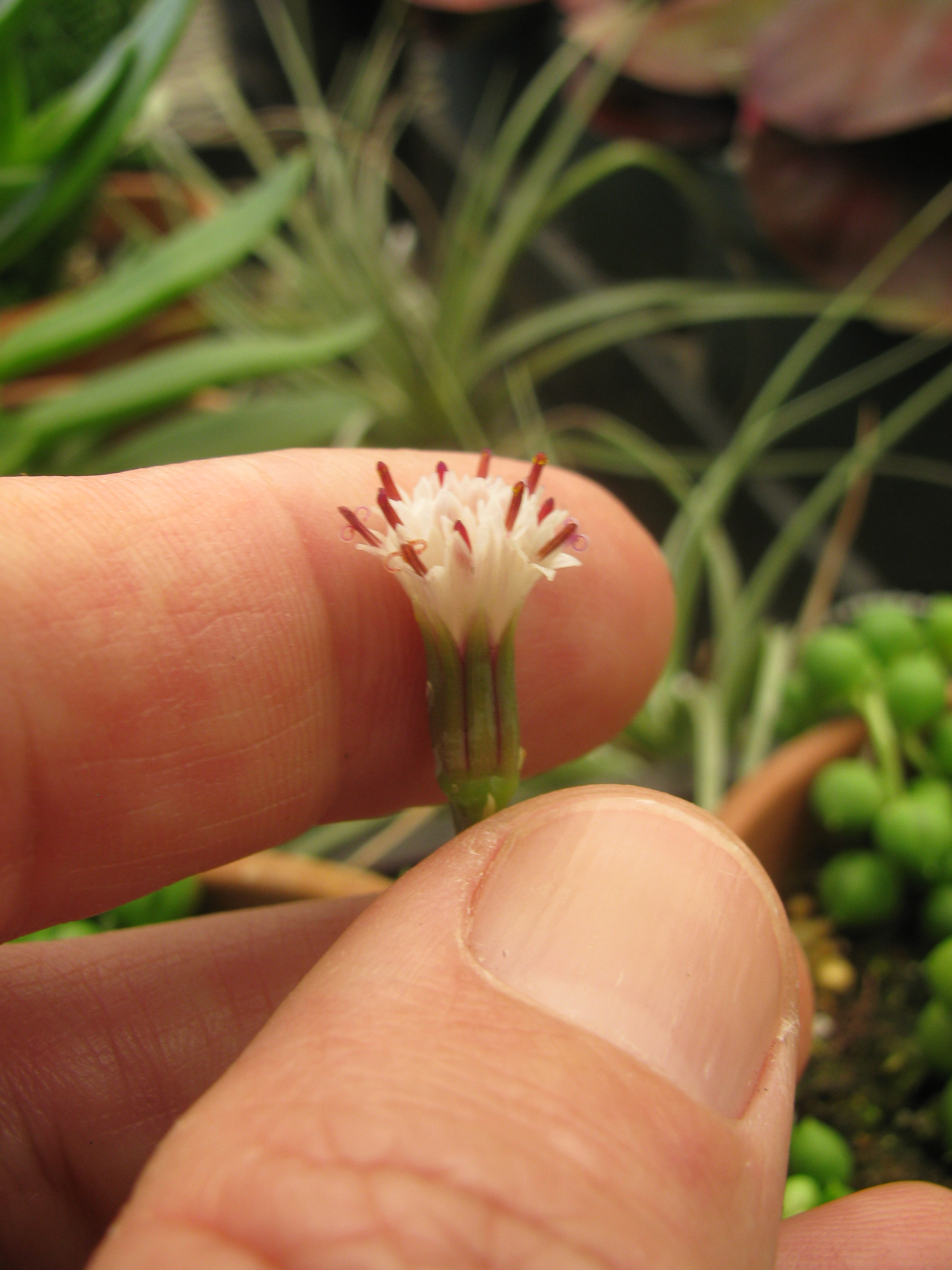
Détail de la fleur.

## Étymologie et dénomination
Son nom d’espèce (rowleyanus) est un hommage au botaniste anglais Gordon Douglas Rowley, spécialisé dans les cactacées et succulentes.
- S. rowleyanus tire son nom commun (collier de perles) de ses feuilles spécialisées, sphériques.
- "Chaîne de perles" et plusieurs autres noms communs sont partagés avec Senecio herreianus (une plante de la même famille qui a, elle, des feuilles en forme de larme, et non sphériques).

## Origine géographique
Cette espèce provient des régions les plus sèches du Sud-Ouest de l'Afrique.

## Habitat et écologie
C'est une espèces de milieux où la sécheresse peut persister plusieurs mois.
Dans son environnement naturel, ses tiges s’étendent sur le sol, et s'enracinent là où elles le touchent, en forment des tapis plus ou moins denses.
Elle évite généralement la lumière solaire directe, en poussant à l'ombre d'autres plantes et rochers.

## Description
- Feuilles : elles ont la taille et la forme de petits pois d'environ 1⁄4 pouce, soit 0,5 à 1 cm de diamètre et elles présentent une petite pointe sur le point distal de chaque feuille ainsi qu’une fine bande verte foncée sur le côté (dite « fenêtre », voir ci-dessous). Leur forme de perle est une adaptation aux environnements arides : les feuilles stockent de l’eau tout en exposant une surface par volume minimale à l'air sec du désert, ce qui réduit fortement la perte d'eau due à l'évaporation (par rapport aux feuilles aplaties dorso-ventralement typiques de la plupart des angiospermes)[1].
- Tiges : rampantes, elles peuvent atteindre (60–90 cm, soit 2–3 pieds de long).
- Floraison : le capitule (lui-même formé de nombreuses fleurs ou fleurons comme chez toutes les astéracées), regroupe de petites fleurs blanches en grappes d'environ 1⁄2 pouce, soit 1 à 1,5 cm de diamètre, d’où émergent des étamines colorées ; les fleurs sont en forme de trompette et perdurent environ un mois (avec une odeur de cannelle et d'autres épices selon certains).

## Adaptations
La forme sphérique des feuilles, très inhabituelle, réduit la zone disponible pour l'absorption de la lumière, probablement pour permettre à la plante de ne pas trop photosynthétiser (la photosynthèse consomme de l’eau).

Une autre adaptation aider à compenser cette réduction de l'interception de la lumière : une étroite bande de tissu translucide en forme de croissant sur le côté adaxial de la feuille sphérique. Ce tissu spécialisé est connu sous le nom de "fenêtre épidermique », qui permet à la lumière de pénétrer et d'irradier l'intérieur de la feuille, augmentant ainsi efficacement la zone de tissu foliaire disponible pour la photosynthèse,.
Ces adaptations sont un trait partagé avec Senecio radicans, une proche parente de Senecio rowleyanus. Et une morphologie assez similaire est observée chez d’autres genres et espèces botaniques (Fenestraria ; Haworthia cooperi, ainsi que chez Frithia pulchra, qui poussent sous terre et n'exposent leurs extrémités foliaires que pour absorber le rayonnement lumineux).

## Mise en culture
Senecio rowleyanus est couramment cultivé et commercialisée comme plante ornementale, souvent comme plante suspendue avec les feuilles tombant en cascade autour du pot.

Elle peut être cultivée en intérieur ou à l'extérieur (tant que la température dépasse zéro degré)
Comme la plupart des plantes succulentes, il lui faut quelques heures de soleil direct, mais nécessite peu d’entretien (rares arrosages, environ une fois par mois), et elle n'est pas affectée par l’humidité à condition que son substrat soit bien drainé

### Culture in vitro
Elle a été mise au point en Chine (« Heilingjiang Forestry Research Institute » de Harbin) vers 2005, améliorée en 2009.

### Bouturage
Il se fait facilement, en coupant (ou pinçant) 10 cm (4 pouces) de tige saine et en les recouvrant légèrement de terreau humide. Les racines se développent sur la tige au niveau des attaches des feuilles.

## Toxicité, écotoxicité
La végétation de S. rowleyanus présente une certaine toxicité. Elle ne doit pas être consommée.
Pour l'Humain, Senecio rowleyanus est classé dans les classes de toxicité 2 et 4 par l'Université de Californie à Davis.
- La classe 2 est définie par une toxicité mineure (L’ingestion de Senecio rowleyanus provoque des vomissements ou diarrhées).
- la classe 4 désigne des produits causant une dermatite de contact (la sève provoque une irritation de la peau voire des éruptions cutanées.

Consommée par des animaux, cette plante peut provoquer des vomissements, des diarrhées, l’émission de bave, une irritation cutanée et une léthargie.

## Huile essentielle, biochimie
L’huile essentielle de cette plante a été étudiée.
Une étude (de 2018) y a identifié 25 composants représentant (99,95% de la composition d’huile essentielle), dont des alcools sesquiterpéniques de type guiane (composants dominants) ; le spathulénol (22,9%), le germacrène B (12,4%), le myrcène (12,8%) et le viridiflorol (11%) étaient les composants prédominants.
- Cette huile s'est montré, in vitro, fortement cytotoxique contre certaines lignées cellulaires humaines du cerveau et du foie .
- De plus, cette huile a montré un effet antimicrobien notable contre les micro-organismes testés[7] (et d’autres huiles essentielles de plantes du même genre, telle Senecio vernalis[8], Senecio rufinervis[9], Senecio pandurifolius[10] Senecio gallicus[11] et Senecio giganteus [12]).

## Galerie d'images

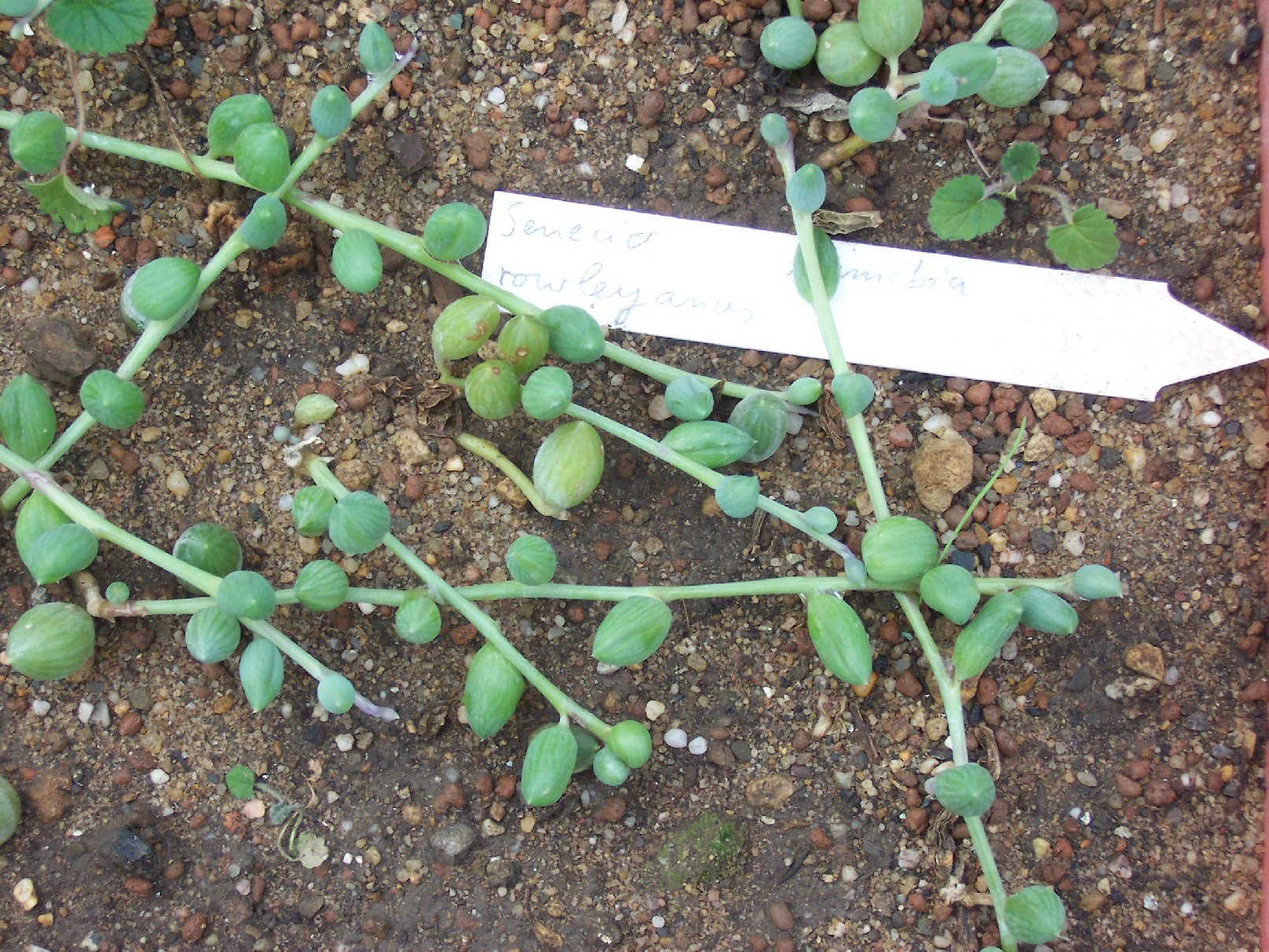
Rampante.
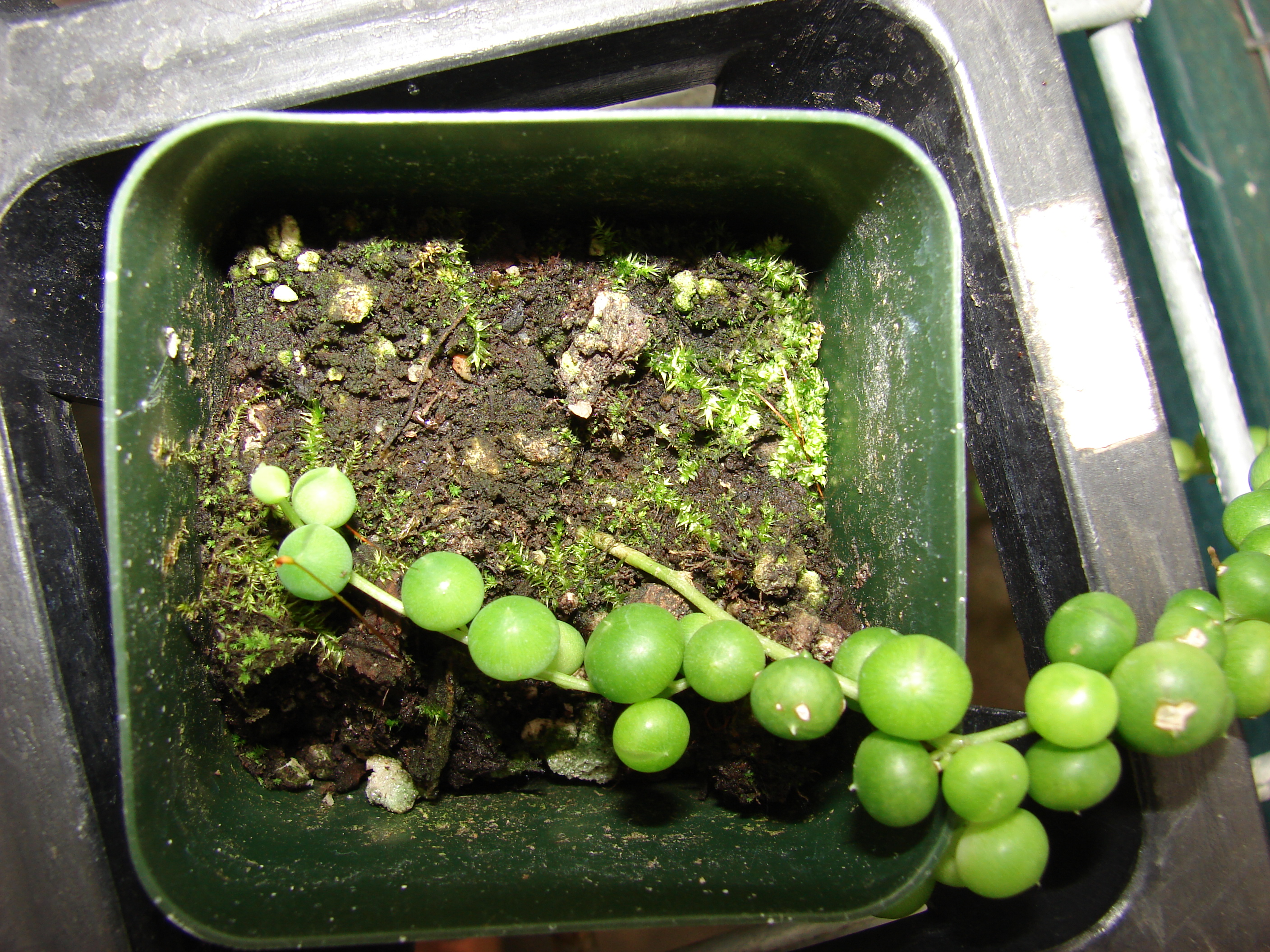
Tige et ses feuilles.
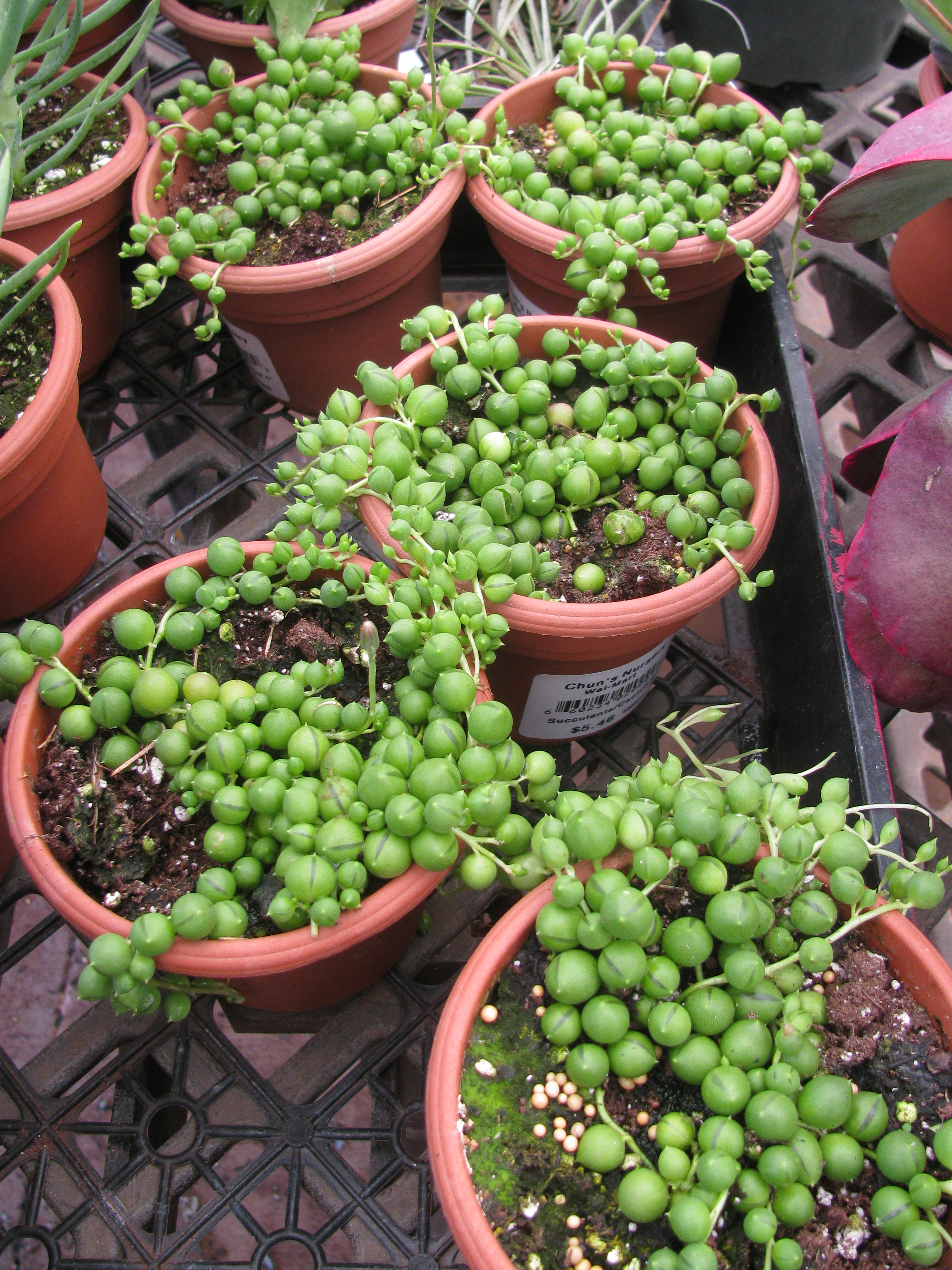
Aspect.
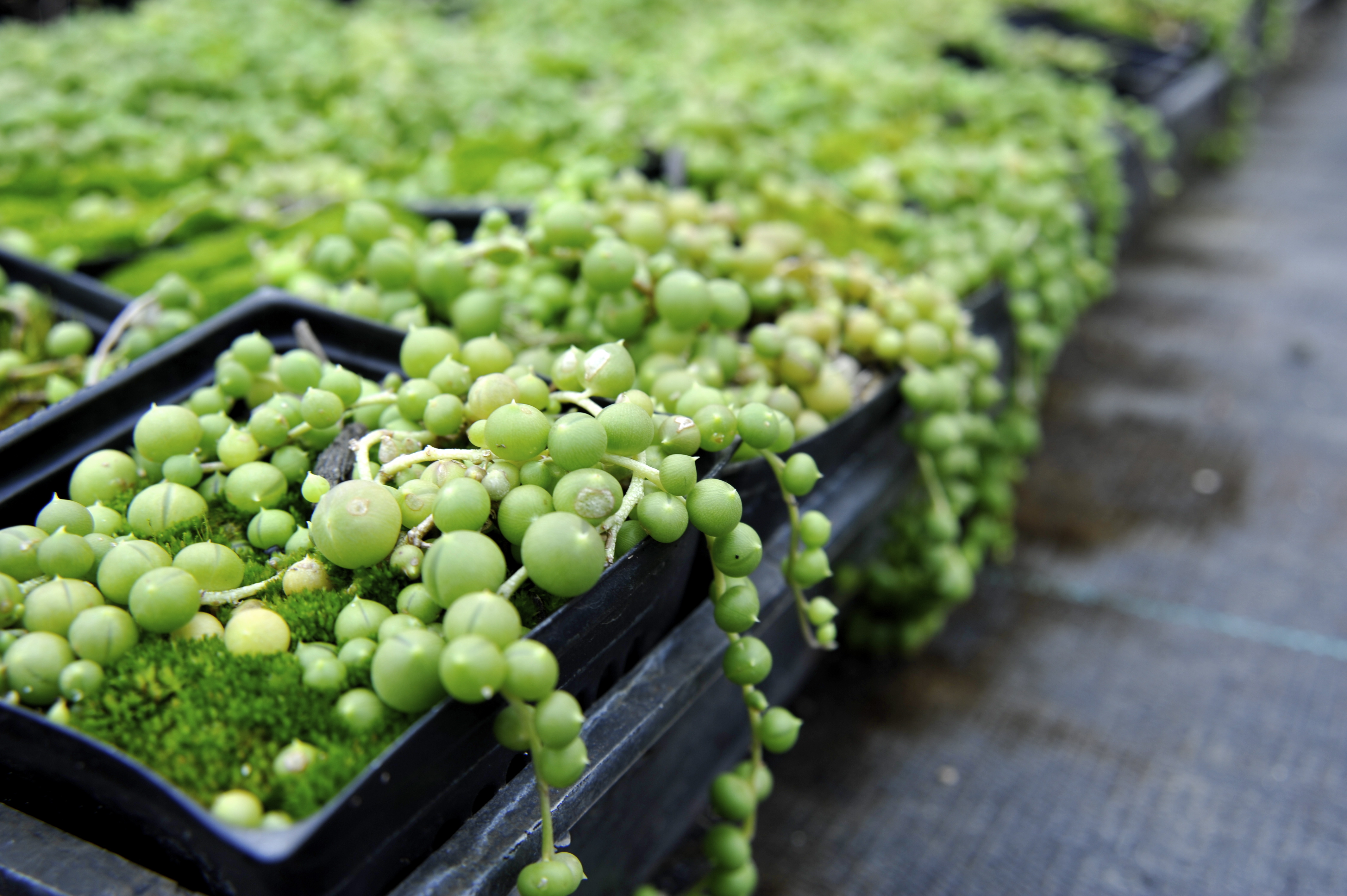
Aspect.